# Kasteel van Loenhout

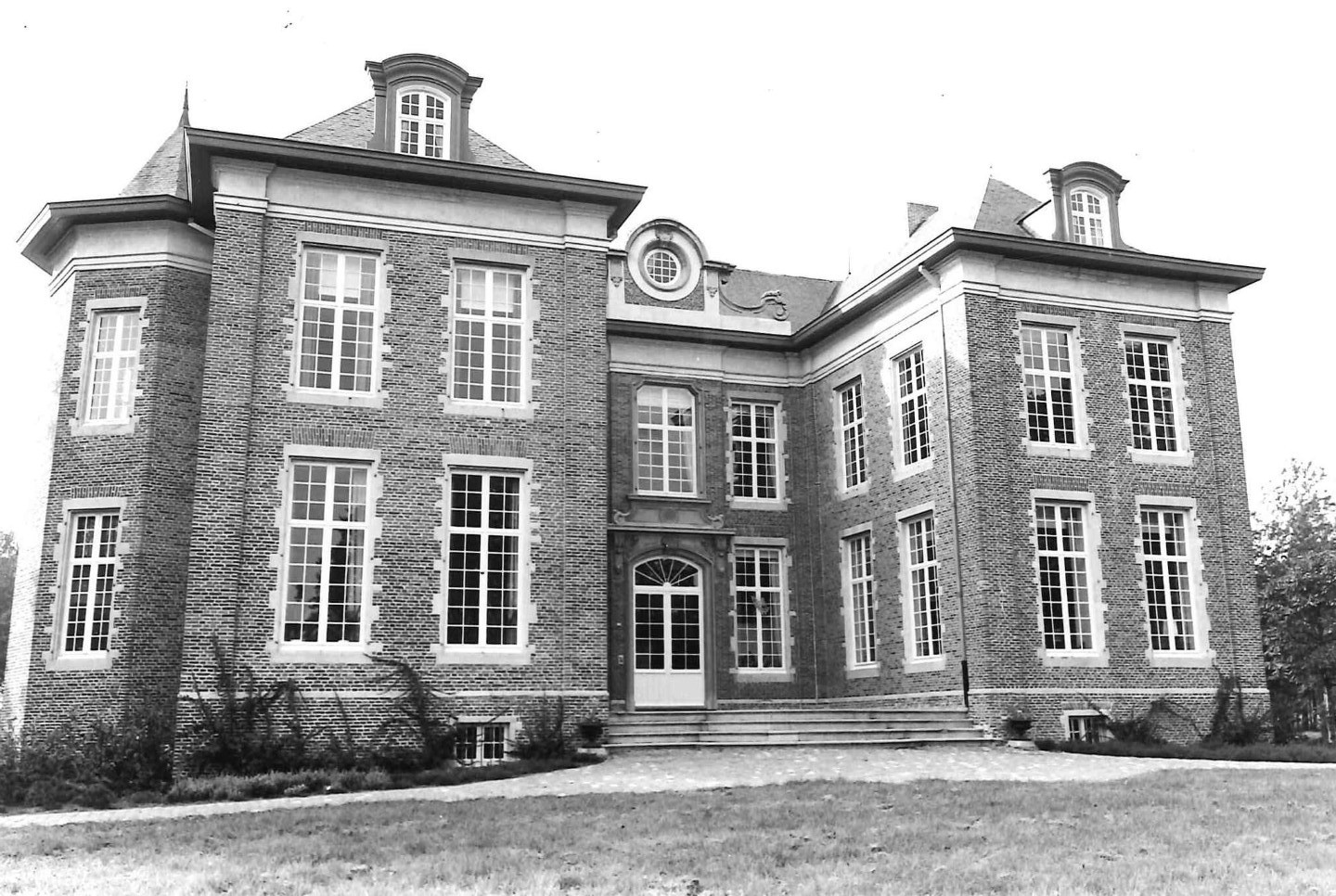
Kasteel van Loenhout

Het Kasteel van Loenhout is een kasteel dat gelegen is ten noordwesten van Loenhout, een deelgemeente van Wuustwezel aan de Kasteelweg 1-2,3. Het huidige kasteel werd gebouwd door Jan Walckiers in 1746. Voorheen was het een waterburcht Het kasteel is gebouwd in de vorm van een U en heeft aan weerszijden een torentje. Het kasteel is gelegen op een groot domein dat nog een koetshuis en een grote vijver in de vorm van de hoofdletter L omvat.